# Elsbach (Gemeinde Sieghartskirchen)
Elsbach ist eine Ortschaft und eine Katastralgemeinde der Marktgemeinde Sieghartskirchen im Bezirk Tulln in Niederösterreich. Die Ortschaft hat 599 Einwohner (Stand 1. Jänner 2024).

## Geografie
Das Dorf liegt am Elsbach und an der Wiener Straße (B 1), die im Norden durch den Ort führt.

## Geschichte
Laut Adressbuch von Österreich waren im Jahr 1938 in Elsbach ein Gastwirt, ein Gemischtwarenhändler, ein Holzhändler, eine Milchgenossenschaft, ein Schneider, zwei Schuster, ein Viktualienhändler und mehrere Landwirte ansässig.